# Легенда за пеперудите
„Легенда за пеперудите“ (на английски: Butterfly Tale) е канадско-немска компютърна анимация от 2023 г. на режисьора Софи Рой в нейния дебют, а озвучаващият състав се състои от Татяна Маслани и Мена Масуд. Премиерата на филма е в Канада на 13 октомври 2023 г.

## Актьорски състав
- Татяна Маслани – Дженифър[2]
- Мена Масуд – Патрик[3]
- Тристан Д. Лала – Тар
- Ник Джулиъс Шък – Патрик
- Стефани Бретън – Маргарет

## Производство
През ноември 2022 г. е обявено, че Маслани и Масуд ще озвучават съответно Дженифър и Патрик.

## В България
В България филмът излиза по кината на 9 февруари 2024 г. от „Про Филмс“.